# Nullleistungsreaktor
Ein Nullleistungsreaktor (auch kritische Anordnung genannt; englisch auch: zero power reactors, ZPR) ist ein Versuchs-Kernreaktor, in dem eine kontrollierte nukleare Kettenreaktion auf vernachlässigbar kleinem Leistungsniveau stattfindet (bis zu 1 Kilowatt; Leistungsreaktoren liefern dagegen im Normalbetrieb viele Megawatt). Dadurch ist die Temperaturerhöhung während des Betriebs sehr gering und Kühlmittel sind nicht erforderlich. Es wird im Vergleich zu Leistungsreaktoren praktisch kein Kernbrennstoff verbraucht und kaum radioaktiver Abfall erzeugt.
Nullleistungsreaktoren werden zu Lehr- und Ausbildungszwecken, als Unterrichtsreaktoren und als Forschungsreaktoren zur Entwicklung von Reaktorkonzepten und -technologien eingesetzt. Auch zur Erzeugung von Neutronenstrahlung spielen Nullleistungsreaktoren eine Rolle. Die frei werdenden Neutronen werden entweder direkt genutzt oder zur Transmutation von Ausgangsmaterialien zu medizinischen Radionukliden durch Neutroneneinfang.

## Verwendung zur Reaktorentwicklung
Beim Nullleistungsreaktor wird ausgenutzt, dass im kritischen Zustand eines Reaktors die räumliche Verteilungsform des Neutronenflusses – und damit der entstehenden Wärmeleistung – unabhängig von der absoluten Reaktionsrate der Kernspaltung ist. Da das Kühlmittel, ein umschließender Druckbehälter usw. wegfallen, kann in flexibler Weise aus kleinen, immer wieder verwendbaren Bauteilen ein Reaktorkern aufgebaut werden, der neutronenphysikalisch beispielsweise einem geplanten Leistungsreaktorkern gleicht; die neutronenphysikalischen Eigenschaften des fehlenden Kühlmittels lassen sich etwa durch Kunststoffteile simulieren. Der Nullleistungs-Reaktorkern kann relativ bequem mit Detektoren und Sensoren bestückt werden. So lassen sich neben der Flussverteilung auch Steuerstab-Reaktivitätswerte, Neutronenenergiespektren, Kühlmittelverlustreaktivitäten,  Konversionsraten und andere neutronenphysikalische Größen messen.

## Stand der Technik
Die meisten der Forschungsanlagen, welche für Schulung und Forschung geeignet sind, befinden sich seit den 1980er Jahren im Rückbau ohne Ersatz. Diesen Umstand bemängelt die Nuclear Energy Agency mittlerweile (Stand 2023) und untersucht mögliche Auswege für die Zukunft.

## Reaktoren (Beispiele)

### Belgien
- VENUS (Vulcain Experimental Nuclear Study) am Studienzentrum für Kernenergie in Mol

### Deutschland
- Ausbildungskernreaktor Dresden AKR-2 an der Technischen Universität Dresden (2 Watt)[4]
- Forschungsreaktor Karlstein (1960er und 70er Jahre, stillgelegt)
- Siemens-Unterrichtsreaktoren vom Typ SUR-100 (0,1 Watt) an verschiedenen Standorten, siehe die Artikelseite

### Ehemalige DDR
- Rossendorfer Anordnung für kritische Experimente (RAKE)

### Japan
- UTR - KINKl[5][6] der Kinki-Universität

### Schweiz
- Reaktor CROCUS der EPFL
- AGN-211-P in Basel (stillgelegt)[7]
- Proteus am PSI (stillgelegt)[8]

### USA
- TRIGA Reaktoren von General Atomics
- Verschiedene Reaktoren der ehemaligen Firma American Machine and Foundry (Bereich "AMF Atomics"), verbaut z. B. am Kernforschungszentrum Sorek, Israel[9][10][11]

### Weltweit
- Liste an Reaktoren der IAEA: Research Reactor Database (RRDB)